# Subramanyan Chandrasekhar

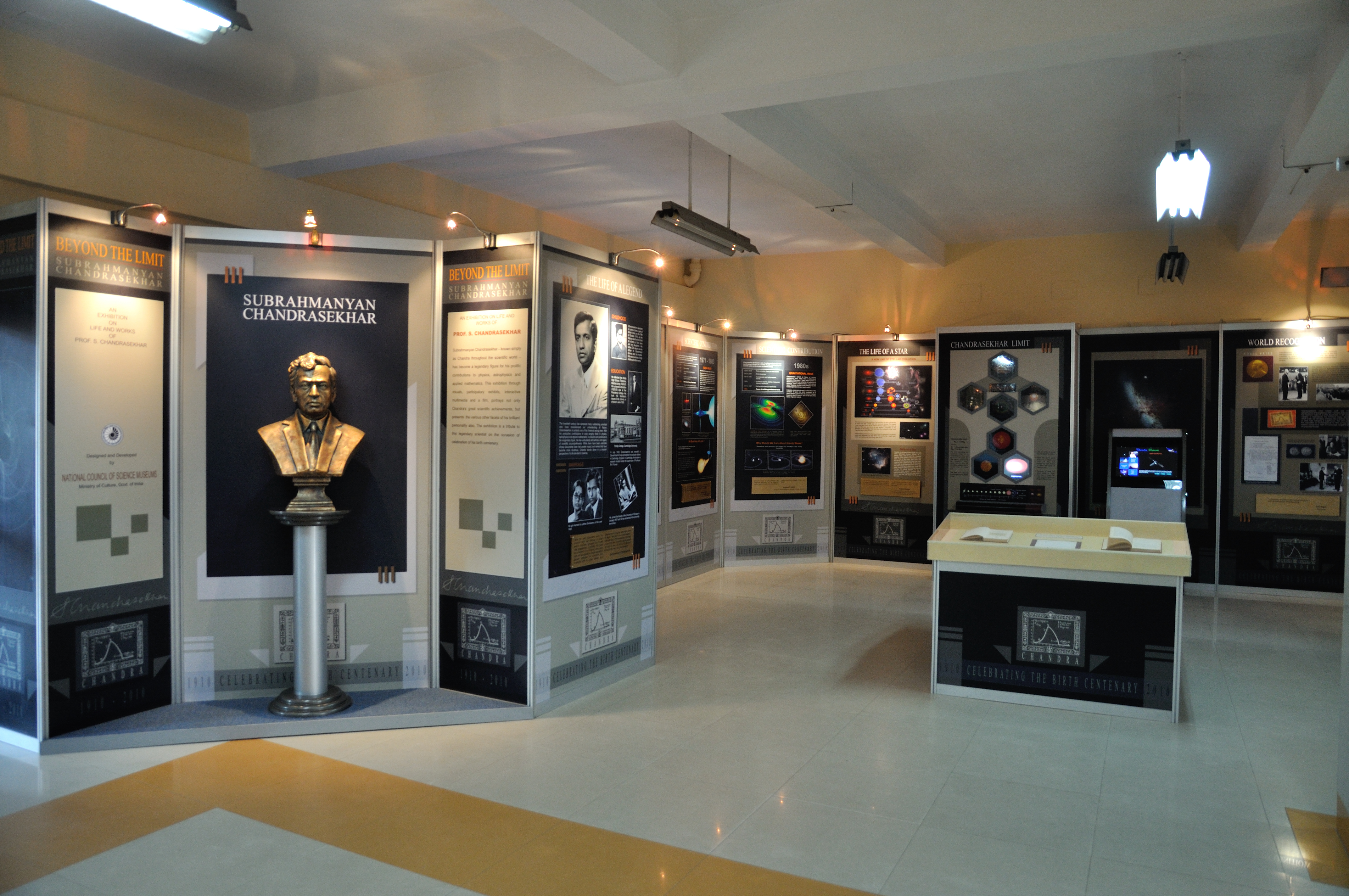
Exhibitie over Subrahmanyan Chandrasekhar in Science City, Calcutta

Subramanyan Chandrasekhar kortweg Chandra (Lahore, 19 oktober 1910 – Chicago, 21 augustus 1995) was een van oorsprong Indiaas Amerikaans theoretisch natuurkundige en Nobelprijswinnaar.
Voor zijn werk op het gebied van witte dwergen kreeg Chandra in 1983 de Nobelprijs voor de Natuurkunde. Hij droeg verder bij aan het begrip van de stabiliteit van grote kosmische structuren, zoals spiraalvormige sterrenstelsels en aan de wiskundige theorie van zwarte gaten. Hij was niet de eerste in de familie die een Nobelprijs kreeg. Zijn oom, Sir Chandrasekhara Venkata Raman kreeg in 1930 de Nobelprijs voor de Natuurkunde voor de ontdekking van het ramaneffect.

## Biografie
Chandra werd geboren in Lahore (destijds Brits-Indië, nu Pakistan) als oudste zoon en derde kind in het vier zonen en zes dochters grote gezin van Chandrasekhara Subrahmanya Ayyar en Sita Balakrishman. Zijn vader was officier in regeringsdienst bij de Indian Audits and Accounts Department. Tot zijn twaalfde jaar werd hij thuis onderwezen door zijn ouders en een privéleraar. In 1918 werd zijn vader overgeplaatst naar Chennai waar ook het gezin kwam te wonen.

### Studie in Madras
Na een periode van privaatonderwijs bezocht Chandra vanaf 1921 de Hindu High School in Triplicane, Madras en kon reeds in 1925 op 15-jarige leeftijd zijn wetenschappelijke studies aanvatten aan het Presidency College in Madras. Hoofdvakken waren wiskunde, natuurkunde en scheikunde. De hele periode werd echter gekenmerkt door een ver doorgedreven zelfstudie vooral om zich beter te bekwamen in de vakken wiskunde en natuurkunde. In 1927 maakte hij de definitieve keuze om natuurkunde te studeren voor zijn bachelordiploma.
In 1928 ontmoette Chandra, de fysicus Arnold Sommerfeld tijdens een van zijn lezingen in het Presidency College en wiens boek Atomic Structure and Spectral Lines hij reeds bestudeerd had. Mede hierdoor raakte hij erg geboeid door de kwantumtheorie van het atoom en de nieuwe kwantumstatistiek. Dit alles resulteerde in het schrijven van een eerste artikel in januari 1929 met de titel The Compton Scattering and the New Statistics, waarvan de publicatie met de medewerking van de Britse astrofysicus Ralph Fowler op eind van hetzelfde jaar verscheen in de Proceedings of the Royal Society. In India kreeg hij na het behalen van zijn bachelorgraad een studiebeurs om in Trinity College (Cambridge) te gaan studeren en werken. In Trinity werkten en onderwezen toen de bekende astronomen en fysici, Arthur Eddington, Ralph Fowler, Paul Dirac en Edward Arthur Milne.

### Cambridge en Chicago
Het was in 1930 tijdens zijn bootreis van India naar Engeland dat Chandra het idee had om de relativiteitstheorie met de nieuwe kwantummechanica te combineren en toe te passen op het sterrenmodel voor witte dwergen dat Fowler ontwikkeld had en dat tot het verrassende resultaat van de kritische massalimiet leidde.
In 1932 kreeg Chandra de gelegenheid om zijn studie tijdelijk voort te zetten aan een buitenlandse universiteit of instituut. Hij koos zelf voor het Niels Bohr-instituut te Kopenhagen, omdat hij wist dat hij daar vele bekende natuurkundigen van die tijd zou kunnen ontmoeten. Hij keerde terug naar Cambridge in mei 1933 om zijn doctorale thesis af te werken. Van 1933 tot 1937 bleef hij verbonden aan het Trinity College. Hij trouwde in 1936 met de Indiase Lalitha Doraiswamy, zelf ook een natuurkundige.
In 1937 kreeg Chandra van Otto Struve, directeur van Yerkes-sterrenwacht in Williams Bay Wisconsin het aanbod om als geassocieerd hoogleraar bij hem onderzoek te komen doen. In deze sterrenwacht bevindt zich de grootste refractor telescoop en de astronomen Gerard Kuiper en Bengt Strömgren waren er de bekendste medewerkers. Hij kreeg tevens een lesopdracht aan de Universiteit van Chicago, waar hij de rest van wetenschappelijk loopbaan aan verbonden bleef.
Vanaf 1957 en tot in 1971 was Chandra de leidinggevende uitgever van het tijdschrift The Astrophysical Journal en nam hij alle werkzaamheden op zich die nodig waren om het tijdschrift een hoog wetenschappelijk gehalte te geven. In 1970 telde het tijdschrift 24 uitgaven met in totaal 12.000 pagina's.
Op 13 oktober 1953 verkreeg hij het Amerikaans staatsburgerschap en in 1984 kreeg hij de Copley Medal. Hij overleed in 1995 te Chicago, Illinois. De Chandra X-Ray Observatory is naar hem vernoemd.

## Wetenschappelijke loopbaan
Reeds op twintigjarige leeftijd bestudeerde hij de levenscyclus en de interne structuur van sterren en ontdekte hij dat er een limiet was aan de massa die een uitdovende ster mocht bezitten alvorens deze zich verder kon ontwikkelen tot een witte dwerg. Voorbeelden van witte dwergen zijn Sirius B en O2 Eridani B. Indien de massa groter was dan ongeveer 1,4 maal die van de zon (M☉) dan zou de eindfase van de ster er heel anders moeten uitzien.
Zijn ontdekking werd met scepsis ontvangen, maar latere berekeningen wezen uit dat deze limiet, nu algemeen bekend als de Chandrasekhar-limiet, kon uitgedrukt worden in termen van de fundamentele atoomconstanten en het gemiddelde moleculaire gewicht van de materie waaruit de ster bestaat. Tegenwoordig weten we dat sterren met eindmassa's groter dan 1,4 maal de zonnemassa eindigen als neutronensterren of als zwarte gaten.

### Wetenschappelijk werk (1929 tot 1983)
Tijdens heel zijn loopbaan heeft Chandra blijk gegeven van een uitzonderlijke en niet verslappende wetenschappelijke activiteit en creativiteit. Men kan zeven periodes onderscheiden, die telkens begonnen met de publicatie van een aantal artikelen, brieven en monografieën en die steeds afgesloten werden met de publicatie van een boek dat nadien als een standaardwerk in het specifiek gebied werd beschouwd of kan worden beschouwd. De behandelde onderwerpen:
1. Stellaire structuur met inbegrip van de theorie van Witte Dwergen (1929-1939).
2. Stellaire dynamica met inbegrip van de theorie van de brownse beweging (1938-1943)
3. De theorie van de stralingsoverdracht, De theorie van de verlichting en polarisatie van de door het zonlicht beschenen hemel, de theorieën van de planetaire en stellaire atmosferen en de kwantumtheorie van het negatieve waterstofion (1943-1950).
4. Hydrodynamische en hydromagnetische stabiliteit (1952-1961).
5. Het evenwicht en de stabiliteit van ellipsoïdale evenwichtsfiguren (1961-1968).
6. De algemene relativiteitstheorie en relativistische astrofysica (1962-1971).
7. De mathematische theorie van zwarte gaten (1974-1983).

### Erkenning voor zijn wetenschappelijk werk
Gedurende zijn leven mocht Chandra diverse prijzen en onderscheidingen in ontvangst nemen, waaronder:
1. 1944 Fellow of the Royal Society of London
2. 1947 Adams Prize (Cambridge University)
3. 1952 Bruce Medal (Astronomical Society of the Pacific)
4. 1953 Gold Medal (Royal Astronomical Society)
5. 1955 Member of the National Academy of Sciences
6. 1957 Rumford Medal (American Academy of Arts and Sciences)
7. 1962 Royal Medal (Royal Society of London)
8. 1962 Srinivasa Aaiyangar Ramanujan Medal (Indian National Science Academy)
9. 1966 National Medal of Science (United States)
10. 1968 Padma Vibhushan Medal (India)
11. 1971 Henry Draper Medal (National Academy of Sciences)
12. 1973 Marian Smoluchowski Medal (Polish Physical Society)
13. 1974 Dannie Heineman Prize (American Physical Society)
14. 1983 Nobel Prize for Physics (Royal Swedish Academy)
15. 1984 Dr. Tomalia Prize (ETH, Zürich)
16. 1984 Copley Medal (Royal Society of London)
17. 1984 R.D. Birla Memorial Award (Indian Physics Association)
18. 1985 Vainu Bappu Memorial Award (Indian National Science Academy)

### Door S. Chandrasekhar gepubliceerde boeken
- An Introduction to the Study of Stellar Structure, Chicago, University of Chicago Press, 1939 – Herdruk Dover Publications, 1967
- Principles of Stellar Dynamics, Chicago, Chicago, University of Chicago Press, 1943 – Herdruk Dover Publications, 1960
- Radiative Transfer, Oxford, Clarendon Press, 1950 – Herdruk Dover Publications, 1960
- Hydrodynamic and Hydromagnetic Stability, Oxford, Clarendon Press, 1950 – Herdruk Dover Publications, 1981
- Ellipsoidal Figures of Equilibrium, New Haven, Yale University Press 1968 – Herdruk Dover Publications, 1987
- The Mathematical Theory of Black Holes, Oxford, Clarendon Press, 1983
- Eddington: The Most Distinguished Astrophysicist of His Time,Cambridge, Cambridge University Press, 1983
- Truth and Beauty: Aesthetics and Motivations in Science, Chicago, University of Chicago Press, 1987
- Selected Papers, 6 volumes, Chicago, University of Chicago Press, 1989-90
- Newton's Principia for the Common Reader Oxford: Clarendon Press. 1995 – ISBN 0198517440